# 2004 FU162
2004 FU162 – okruch skalny o średnicy ok. 6 m, należący do grupy Atena i obiektów NEO. Z racji niewielkich rozmiarów obiekt może być klasyfikowany jako meteoroid.

## Odkrycie
Asteroida została odkryta 31 marca 2004 roku w programie LINEAR. Nazwa planetoidy jest oznaczeniem tymczasowym, nie posiada też jeszcze oficjalnej numeracji.
31 marca 2004 mała asteroida 2004 FU162 przeleciała w odległości 6500 kilometrów od powierzchni Ziemi (w przybliżeniu wartość promienia naszej planety). Obiekt został dostrzeżony na zaledwie kilka godzin przed bliskim muśnięciem naszej planety. Teleskop LINEAR zarejestrował obiekt jedynie na czterech klatkach w okresie 44 minut. Nim zaalarmowano astronomów o istnieniu tej kosmicznej skały, obiekt zniknął w blasku dziennej strony nieba. Na podstawie tych krótkich obserwacji oszacowano wielkość i trajektorię masy obiektu.
Gdyby asteroida 2004 FU162 znalazła się na orbicie kolizyjnej wobec Ziemi to ze względu na niewielką średnicę szacowaną na około 6 metrów, eksplodowałaby nie wyrządzając szkód po zetknięciu z atmosferą Ziemi. Tej wielkości fragmenty planetoid powinny przelatywać blisko Ziemi co najmniej raz w roku. Wyjątkowy natomiast jest fakt obserwacji takiego zdarzenia.

## Orbita planetoidy
Przed zbliżeniem się do Ziemi czas obiegu Słońca przez asteroidę 2004 FU162 wynosił około jednego roku ziemskiego. Podczas przelotu w 2004 roku ziemska grawitacja zakłóciła trajektorię asteroidy, odchylając ją o około 20°. Okres obiegu asteroidy zmniejszył się z jednego roku do blisko 275 dni. Zmniejszyło się też peryhelium planetoidy. Po przelocie obok Ziemi 2004 FU162 okrąża Słońce w średniej odległości 0,83 j.a. Nachylenie jej orbity względem ekliptyki to 4,16°, a mimośród jej orbity wynosi 0,39.

## Wcześniejsze bliskie przeloty planetoid obok Ziemi
Poprzednim obiektem, który blisko zbliżył się do Ziemi była asteroida 2004 FH, która przeleciała w odległości 43 000 km 18 marca 2004 roku. Jej średnicę szacuje się na około 30 metrów. Taki obiekt mógłby spowodować dużą eksplozję, lecz także mógłby się rozpaść w atmosferze zanim doszłoby do uderzenia w planetę.
Najbliższy ze znanych przelotów asteroid w pobliżu Ziemi miał miejsce 10 sierpnia 1972 roku w odległości 60 kilometrów. Był przyczyną powstania nad Górami Skalistymi olśniewającej kuli ognia, której trajektorię o długości 1500 kilometrów można było obserwować w świetle dziennym. Średnica przelatującego wtedy obiektu wynosiła około 10 metrów.